# Sasha Morgenthaler

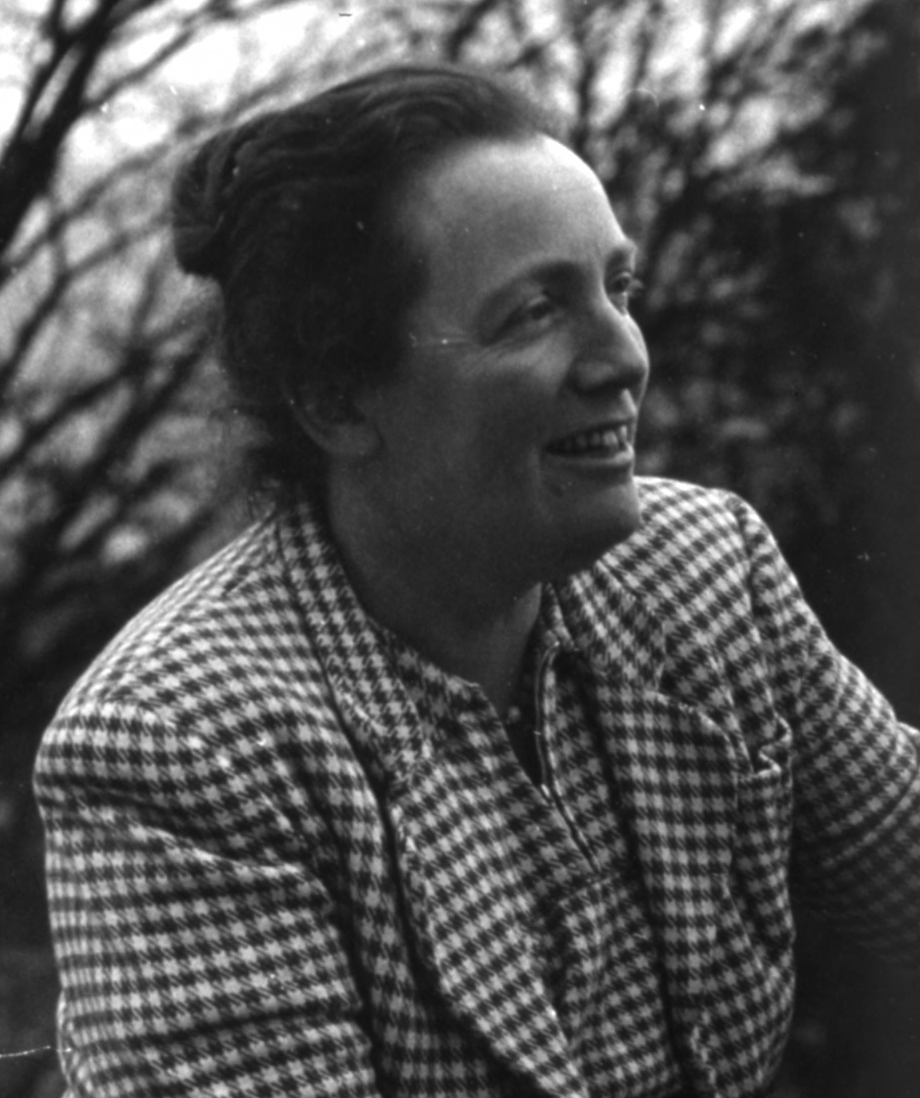
Sasha Morgenthaler (um 1950)

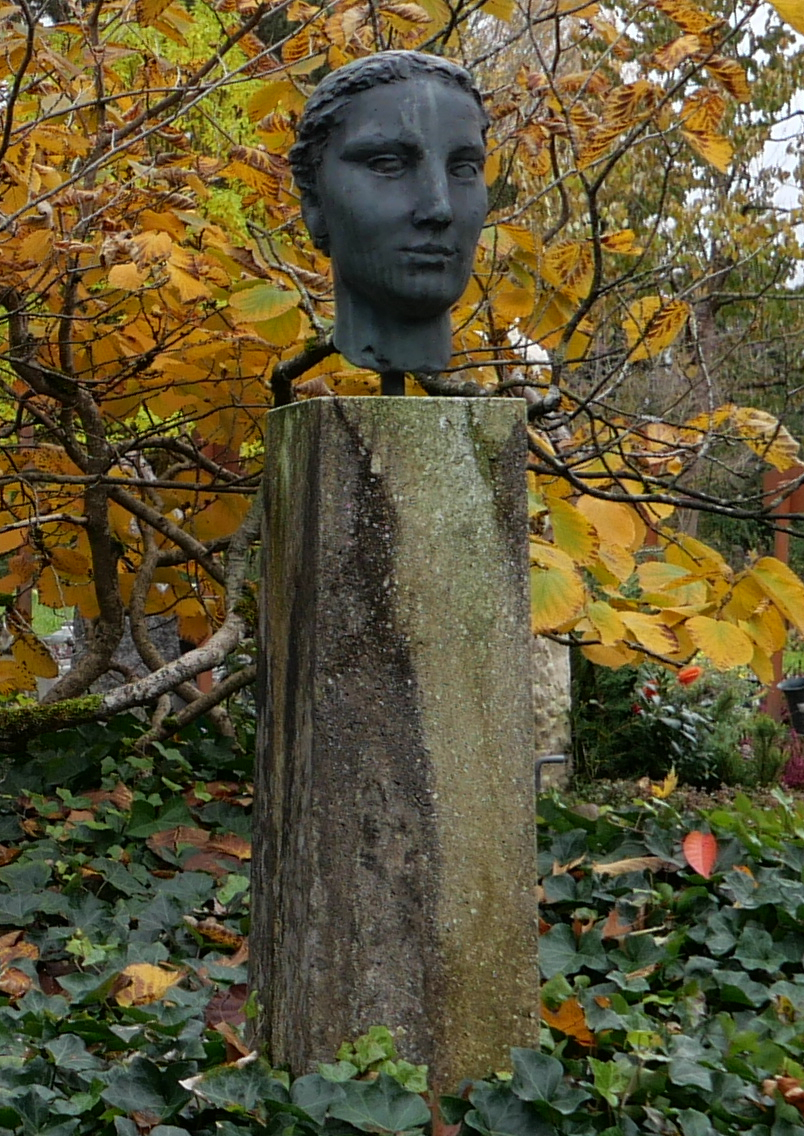
Büste von Morgenthaler, angefertigt von ihrem Freund Karl Geiser (1898–1957), auf dem Friedhof Hönggerberg.

Sasha Morgenthaler-von Sinner (* 30. November 1893 in Bern; † 18. Februar 1975 in Zürich) war eine Schweizer Puppenmacherin und Künstlerin.

## Leben
Sasha Morgenthaler wurde als Tochter von Eduard von Sinner und Marie Borchardt-von Sinner in 1893 in Bern geboren. Durch die Hilfe des Familienfreunds Paul Klee konnte sie eine Ausbildung zur Kunstmalerin an der Kunstakademie Genf beginnen. 1914 absolvierte sie ein Studienjahr beim Maler Cuno Amiet, danach ein Studienjahr in München. Den Berner Maler Ernst Morgenthaler, den sie 1914 kennengelernt hatte, heiratete sie 1916. Mit der Heirat gab sie das Malen auf, In der Folge verlegte sie sich auf kunstgewerbliche Tätigkeiten und stellte zwischen 1918 und 1924 hauptsächlich für ihre eigenen Kinder Spielzeuge und Puppen her. Es folgten eine Ausbildung zur Hebamme in Basel 1934 und die Herstellung von Modellen für die Landesausstellung in Zürich.
1941 gewann sie den ersten Preis im Spielzeugwettbewerb der Eidgenossenschaft und entwickelte ein Jahr später dann die Stückformen ihrer späteren «Sasha-Puppen». Die Produktion von Originalpuppen begann sie 1943 zusammen mit dem Aufbau eines Teams von Mitarbeitenden, zusammen mit diesem entwickelte und stellte sie zwischen 1943 und 1975 etwa 200 verschiedene Original-Puppen her.

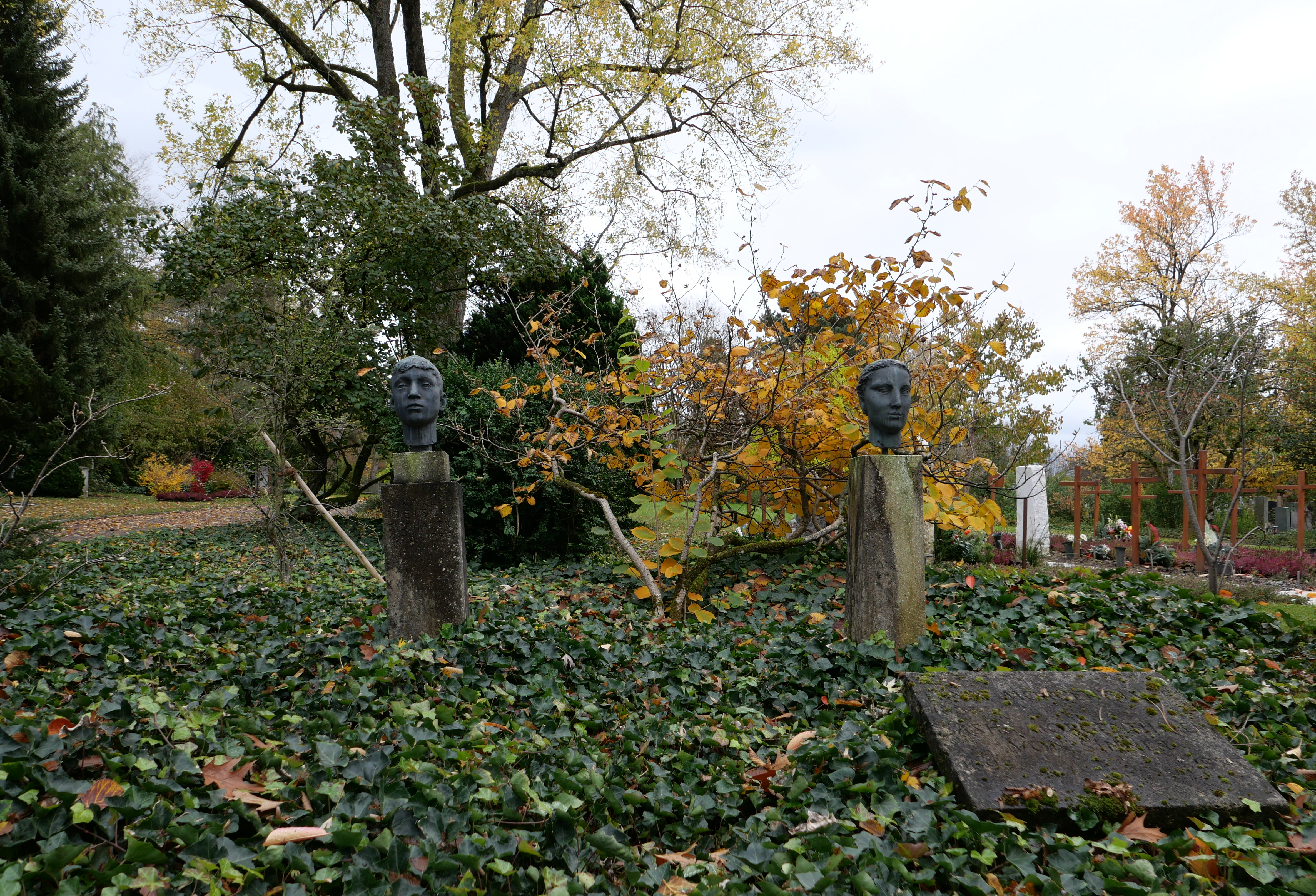
Grabplatte und Büste Morgenthalers auf dem Friedhof Hönggerberg.

Ernst Morgenthaler starb im Jahre 1962. Dieser Zäsur im Privatleben folgte auch eine wesentliche Veränderung im Geschäftsleben, denn waren die produzierten Puppen bis zu diesem Zeitpunkt in hohen Preisklassen angesiedelt, so begann ab 1964 die serienmässige Produktion der Puppen durch die Puppenfabrik Götz in Rödental, Deutschland. Diese Zusammenarbeit wurde vermittelt vom Migros-Genossenschaftsbund und bestand 1964–1974 und dann wieder 1995–2001. Ab 1965 waren die nun wesentlich günstigeren Puppen (bezeichnet als Sasha-Serie) in den Migros-Supermärkten erhältlich. Zwischenzeitlich (1966–1986) produzierte man auch bei der britischen Firma Frido/Trendon. Sasha Morgenthaler unternahm zwischen 1963 und 1970 insgesamt sechs Reisen um die Welt und verstarb 1975 in Zürich. Sie fand ihre letzte Ruhestätte auf dem Zürcher Friedhof Hönggerberg zusammen mit ihrem Mann. Die Grabplatte des mittlerweile aufgelösten Grabes sowie der Grabstein mit ihrer von Karl Geiser angefertigten Büste sind dort erhalten. Direkt daneben befindet sich der Geisers Grabstein mit seiner Büste. 

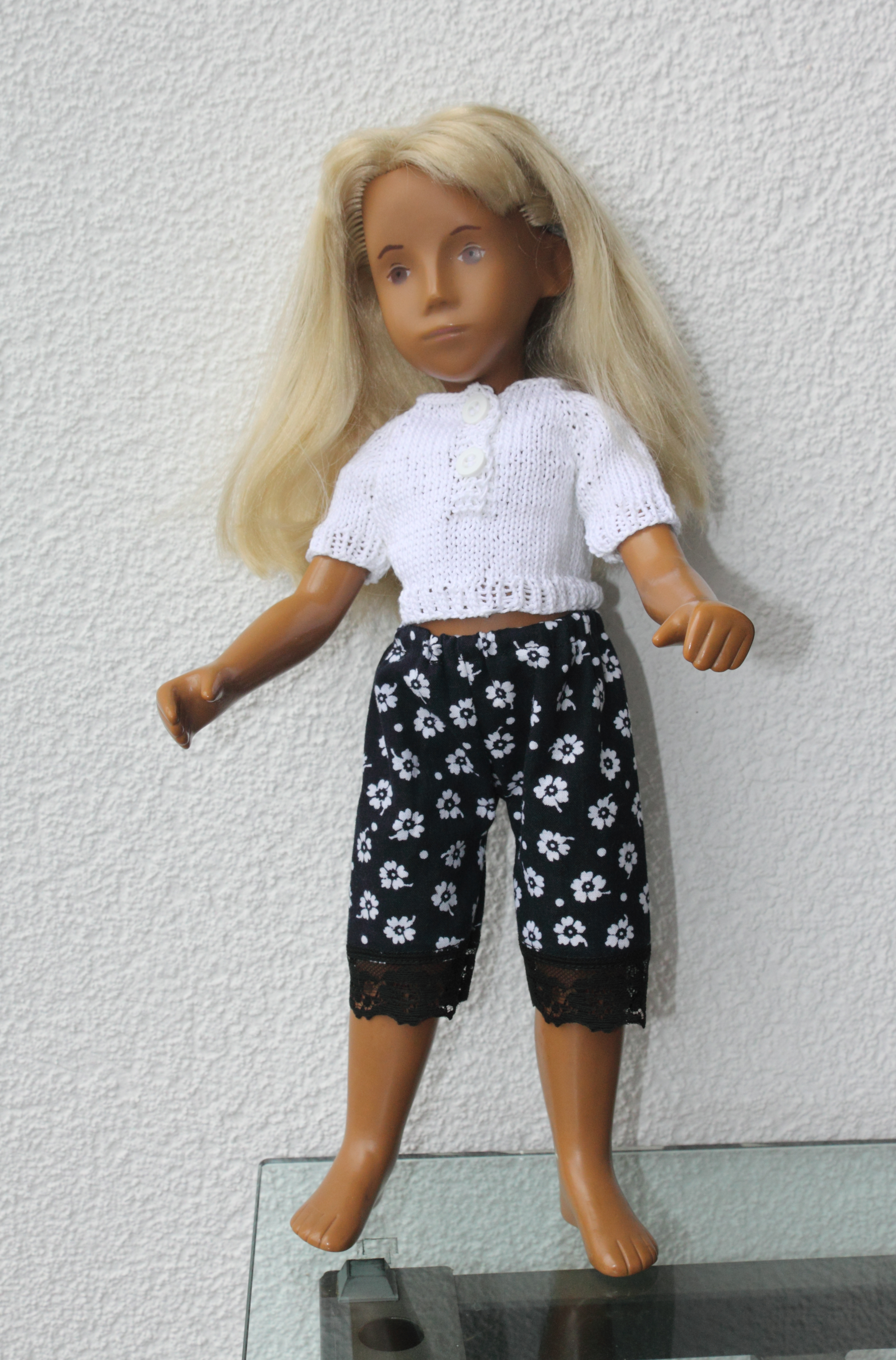
Sasha-Puppe, entworfen von Sasha Morgenthaler. Serie Goetz "No Navel", ca. 1970.

## Gestaltung der Puppen
Nach zahlreichen Versuchen mit Materialien wie Wachs, Hartgummi und Kunstharz fertigte Sasha Morgenthaler den grössten Teil ihrer Modelle von Originalpuppen aus Stoff, verstärktem Gips oder verschiedenen Arten von Kunststoff wie Kunstharz oder Vinyl. Sie folgte bei Bemalung und Gestaltung ihrer Puppenmodelle zudem einem asymmetrischen Ansatz, nach dem zwei Augen nie genau gleich gemalt waren und Arme und Beine nie die exakt gleiche Länge hatten. Auch achtete sie darauf, eine Übersättigung der Puppen mit Details zu vermeiden, dies galt vor allem auch für ihre Kleiderentwürfe.

## Ausstellungen
Die von Sasha Morgenthaler gestalteten Puppen wurden schon zwischen 1964 und 1974 in Ausstellungen in verschiedenen Ländern präsentiert, Ausstellungsorte waren dabei unter anderem Zürich, Thun, Paris und Jerusalem. Der künstlerische Nachlass Sasha Morgenthalers gelangte 1977 an die Stadt Zürich und wurde bis 2008 im Museum Bärengasse ausgestellt. Eine Sonderausstellung ermöglichte das Zürcher Spielzeugmuseum 2009. Von 2011 bis 2015 wurde ein Teil des Werks Sasha Morgenthalers im Museum Lindwurm in Stein am Rhein gezeigt.